# داريو هنتر
داريو هنتر (بالعبرية: דריו הנטר‏) هو حاخام ومحامي إسرائيلي، ولد في 1983 في نيوجيرسي في الولايات المتحدة.